# Тун унд Гогенштейн, Леопольд фон
Леопольд-Лео фон Тун унд Гогенштейн — (1811—1888) — граф, австрийский государственный деятель.

## Биография
Служил окружным комиссаром. Настроенный в национально-славянском духе, он в 1836 г. выпустил сочинение «Die Noth wendigkeit der moralischen Reform der Gefängnisse mit Hinweisung auf die zur Einführung derselben in einigen Ländern gehofften Massregeln beleuchtet», в котором доказывал необходимость особых учреждений для воспитания и исправления заброшенных детей, для помощи тем, кто только что выпущен из мест заключения. В сороковых годах примкнул к той части чешской аристократии, которая интересовалась родной литературой и положением славян в Австрии. К этому времени относится его сочинение «Ueber den gegenwärtigen Stand der böhmischen Litteratur und ihre Bedeutung» (Прага, 1842) и брошюра «Die Stellung der Slovaken in Ungarn» (ib., 1843).
Когда в апреле 1848 г. он был назначен губернатором Чехии, популярность его была очень велика; но он потерял ее, когда выступил против радикальной чешской парии. После бегства Фердинанда I в Инсбрук Тун решился отказать в повиновении министерству Пиллерсдорфа, действовавшему под влиянием страха пред революционерами, учредил под своим преседательством временное правительство для Чехии и просил у императора одобрения этого поступка; но венское министерство объявило это учреждение недействительным, а ему дало отставку, на что изъявил согласие император.
Случайно арестованный во время Пражского восстания в июне 1848 г., Тун в ряде брошюр стал доказывать революционный характер чешского движения, разошелся окончательно с общественным мнением и прервал политическую деятельность.
В августе 1849 г. он был назначен министром просвещения и исповеданий в министерстве Шварценберга и произвел реформу среднего образования, взяв за образец германские порядки. В 1855 г. Тун подписал конкордат с римской курией. Летом 1859 г. он перешел в новое министерство Рехберга-Голуховского, но так как мадьяры ненавидели его как главную опору германизации, клерикала и консерватора, то в октябре 1860 г. ему пришлось выйти в отставку.
В 1860 г. он вступил в рейхсрат, потом стал членом палаты господ, где всегда был врагом политического дуализма, немецко-либерального централизма и автономизма и вождем партии клерикального феодализма.